# Аранда (коммуна)
Аранда́ (фр. Arandas) — коммуна во Франции, находится в регионе Рона — Альпы. Департамент — Эн. Входит в состав кантона Сен-Рамбер-ан-Бюже. Округ коммуны — Белле.
Код INSEE коммуны — 01013.

## География
Коммуна расположена приблизительно в 410 км к юго-востоку от Парижа, в 55 км восточнее Лиона, в 40 км к юго-востоку от Бурк-ан-Бреса.
По территории коммуны протекает небольшая река Буасьер (фр. Boissière).

## Климат
Климат полуконтинентальный с холодной зимой и тёплым летом. Дожди бывают нечасто, в основном летом.

## Население
Население коммуны на 2010 год составляло 163 человека.
| 1962 | 1968 | 1975 | 1982 | 1990 | 1999 | 2010 |
| ---- | ---- | ---- | ---- | ---- | ---- | ---- |
| 169  | 143  | 140  | 145  | 128  | 135  | 163  |

## Администрация
| Период | Период | Фамилия        | Партия | Примечания |
| ------ | ------ | -------------- | ------ | ---------- |
| 1995   | 2002   | Пьер Роншай    |        |            |
| 2002   | 2008   | Жильбер Каньен |        |            |
| 2008   | 2014   | Жерар Дюкло    |        |            |
| 2014   | 2020   | Лионель Мано   |        |            |

## Экономика
В 2010 году среди 95 человек трудоспособного возраста (15—64 лет) 69 были экономически активными, 26 — неактивными (показатель активности — 72,6 %, в 1999 году было 74,1 %). Из 69 активных жителей работали 62 человека (32 мужчины и 30 женщин), безработных было 7 (2 мужчин и 5 женщин). Среди 26 неактивных 9 человек были учениками или студентами, 14 — пенсионерами, 3 были неактивными по другим причинам.

## Фотогалерея

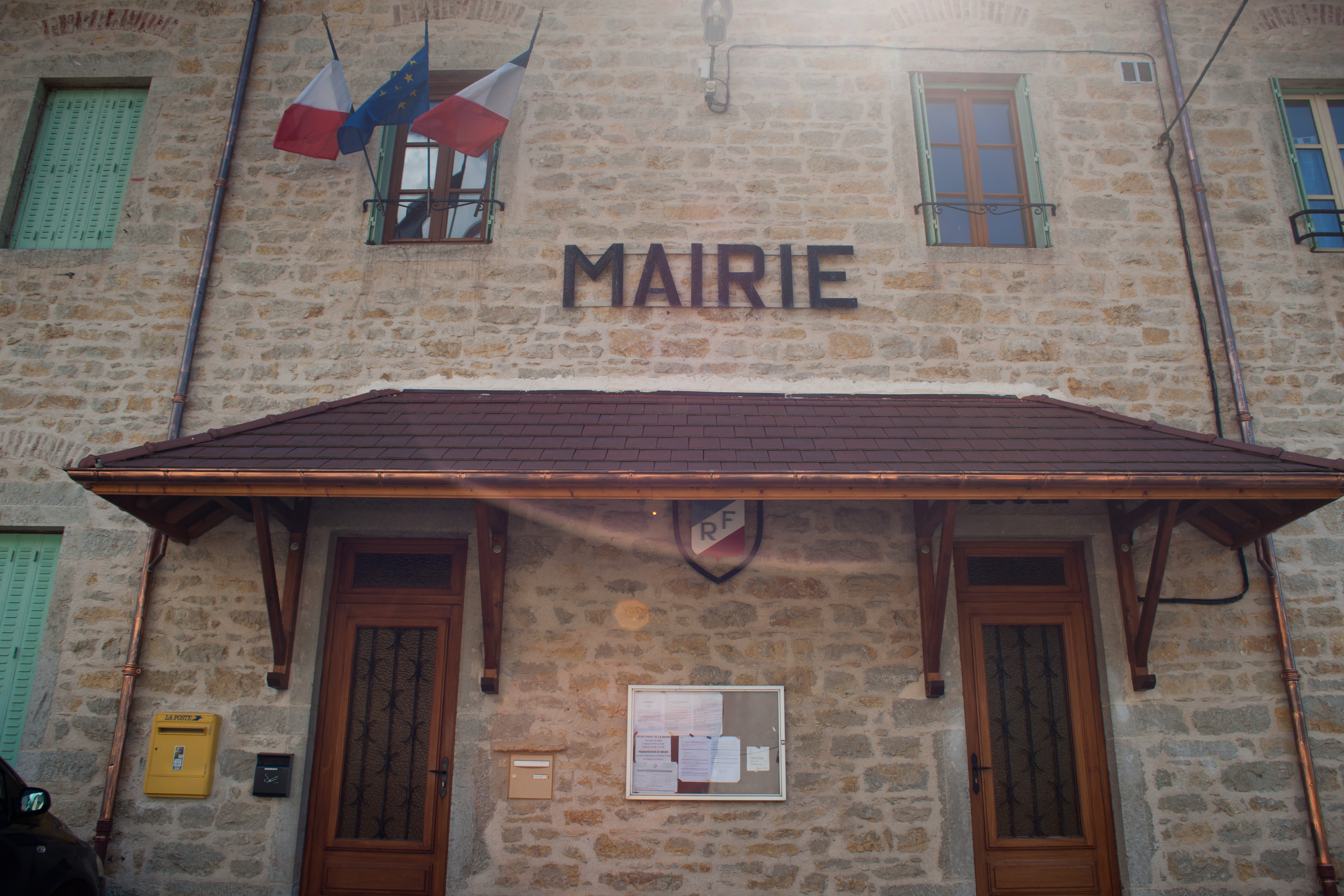
Мэрия
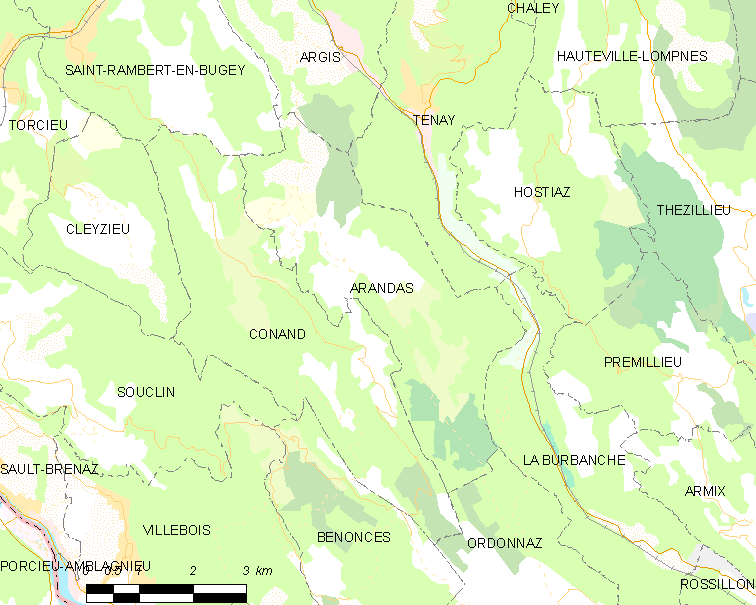
Карта коммуны